# Demény Lajos
Demény Lajos (írói álnevei Enyedi Lajos, Erdélyi Lajos) (Kisfülpös, 1926. október 6. – Bukarest, 2010. november 19.) romániai magyar történész, művelődéstörténész, 1995-től a Magyar Tudományos Akadémia külső tagja. A székely művelődéstörténet neves kutatója.

## Élete és munkássága
Középiskolai tanulmányait a nagyenyedi kollégiumban, illetve a szászrégeni és marosvásárhelyi tanítóképzőben végezte. Utána a Bolyai Tudományegyetemen, majd Szverdlovszkban és Leningrádban tanult, ez utóbbi helyen 1956-ban kandidátusi fokozatot szerzett. Ezt követően Bukarestben 1959-ig a pártfőiskola tanáraként dolgozott, 1959–1963 között az Akadémiai Könyvkiadó szerkesztője volt. 1964-től a Nicolae Iorga Történettudományi Intézet, 1971-től Iorga-intézet Nemzetiségtörténeti Osztálya főkutatójaként tevékenykedett. Az ő kezdeményezésre indult el az intézetben a Székely Oklevéltár új sorozata. Tagja a Revista de Istorie, Studii și Materiale de Istorie Medie illetve a Magazinul Istoric szerkesztőbizottságának. Alapító tagja az újjáalakult Erdélyi Múzeum-Egyesületnek. 1989 után rövid ideig politikai téren is tevékenykedett, 1990 és 1992 között a Romániai Magyar Demokrata Szövetség jelöltjeként a román szenátus tagja volt. 2009-től haláláig a Bukaresti Tudományos Műhely elnöke volt.
Kutatási területe a 15–18. századi művelődéstörténet, illetve ugyanezen korszak parasztmegmozdulásai.

## Köszöntése
75. születésnapja alkalmából pályatársai emlékkönyvet adtak ki tiszteletére: Demény Lajos-emlékkönyv (Historia manet. Bukarest, 2001).

## Díjai, kitüntetései
- A Román Akadémia Nicolae Bălcescu-díja, 1978
- A Magyar Köztársasági Érdemrend középkeresztje, 1997
- József Attila Tudományegyetem díszdoktora
- Báthory-díj (2008)[3]

## Művei
- Az 1437-38-as bábolnai népi felkelés, 1960
- Răscoala seimenilor sau răscoala populară?, 1968
- Relațiile politice ale Angliei cu Moldova, Țara Românească și Transilvania în secolele XVI-XVIII (Paul Cernovodeanuval), 1974
- Székely felkelések a XVI. század második felében, 1976
- A székelyek és Mihály vajda. 1593-1601, 1977
- Paraszttábor Bábolnán. Együtt a hűbéri kizsákmányolás ellen; Politikai, Bukarest, 1977 (Testamentum)
- Székely felkelés. 1595-1596. Előzményei, lefolyása, következményei; szerk. Benkő Samu, Demény Lajos, Vekov Károly; Kriterion, Bukarest, 1979
- Bethlen Gábor és kora; Politikai, Bukarest, 1982
- Carte, tipar și sociatate la români în secolul al XVI-lea (feleségével, Demény Lídiával közösen), 1986
- Parasztfelkelés Erdélyben 1437-1438, 1987
- Az 1437-1438. évi erdélyi parasztfelkelés forrásai; előszó, jegyz. Demény Lajos, latin oklevélford. Bodor András, Köllő Károly, Szabó György; Kriterion, Bukarest, 1991